# 11507 Денпаску
11507 Денпаску (11507 Danpascu) — астероїд головного поясу, відкритий 20 липня 1990 року.
Тіссеранів параметр щодо Юпітера — 3,291.